# Etzleben
Etzleben es un municipio situado en el distrito de Kyffhäuser, en el estado federado de Turingia (Alemania), a una altitud de 130 metros. Su población a finales de 2016 era de unos 260 habitantes y su densidad poblacional, 40 hab/km².
Se encuentra ubicado a poca distancia al sur de la frontera con el estado de Sajonia-Anhalt. Dentro del distrito, no pertenece a ninguna mancomunidad (Verwaltungsgemeinschaft), ya que las funciones de mancomunidad las realiza el ayuntamiento de la vecina ciudad de An der Schmücke.
Se conoce la existencia de la localidad desde el año 750. El principal monumento del pueblo es la iglesia de San Lorenzo, del siglo XV. La localidad pertenecía al reino de Sajonia hasta que en 1815 el Congreso de Viena la reubicó en el reino de Prusia, perteneciendo a la provincia de Sajonia hasta 1944.